# George Mikes
George Mikes, původně Mikes György (* 15. února 1912 Siklós – 30. srpna 1987 Londýn) byl anglický spisovatel a novinář maďarského původu. Jeho nejznámějším dílem je Jak být cizincem (How to be an Alien, první vydání 1946).

## Život a dílo
Vystudoval Univerzitu Loránda Eötvöse a pracoval jako právník, postupně začal psát pro budapešťské noviny divadelní kritiky a v roce 1938 ho deník Reggel vyslal do Londýna jako zahraničního dopisovatele. Po vypuknutí války zůstal Mikes vzhledem ke svému židovskému původu v Anglii a pracoval pro BBC, v roce 1946 získal britské občanství. Ve stejném roce vydal Jak být cizincem (s ilustracemi Nicolase Bentleyho), ironický popis zvyků a mravů ostrovní společnosti viděných očima přistěhovalce z kontinentu. Kniha zaujala britské čtenáře typickým suchým humorem, prodalo se jí více než tři sta tisíc výtisků, vzniklo i její televizní zpracování. V roce 1960 Mikes vydal pokračování Jak být originální, v němž reagoval na změnu životního stylu v poválečné Británii, charakterizované vzestupem životní úrovně, ztrátou tradiční izolace a překotnou modernizací; česky vyšly obě knihy v jednom svazku roku 1970 v překladu Zory Wolfové. Série knih Jak být… dosáhla devíti pokračování, z nichž česky vyšlo ještě Jak být chudým (Dauphin 2015, překlad Kamil Maxa). Mikes napsal také humorné cestopisy z Japonska, Izraele a Spojených států, knihu Číča: životopis kočky (česky vyšla 1996 v nakladatelství Svoboda, překlad Eva Marxová), podílel se na satirickém televizním pořadu That Was the Week That Was, psal pro The Observer, The Times Literary Supplement a maďarské vysílání Svobodné Evropy, byl předsedou londýnské pobočky PEN klubu. Vydal i vážné knihy: reportáž o osudech válečných zajatců We Were There To Escape – the true story of a Jugoslav officer, studii o politických represích v komunistickém Maďarsku A Study in Infamy: the operations of the Hungarian Secret Police (AVO) i životopis svého přítele, maďarského exilového spisovatele Arthura Koestlera nazvaný Arthur Koestler; the story of a friendship (1983).